# Skin of My Teeth
«Skin of My Teeth» (también estilizada en mayúsculas) es una canción interpretada por la celebridad estadounidense Demi Lovato. Fue escrita por Lovato, Laura Veltz, Lil Aaron, Oak Felder, Alex Niceforo y Keith Sorrells, y producida por los últimos tres. Lanzada el 10 de junio de 2022 por Island Records, es el sencillo principal de su próximo álbum de estudio Holy Fvck, donde vuelve a sus raíces punk-rock.

## Antecedentes

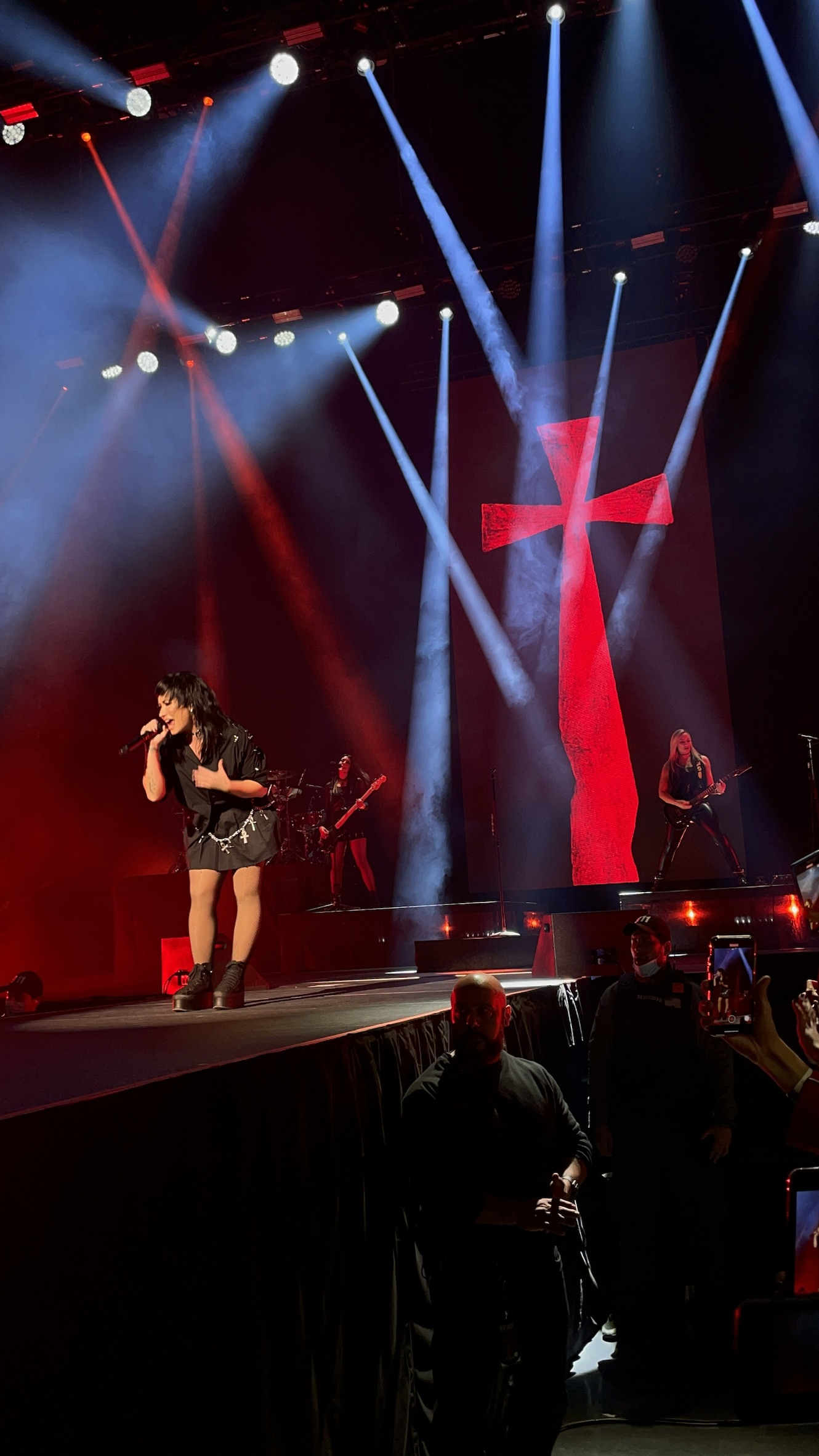
Lovato interpretando Skin of my Teeth durante el Holy Fvck Tour en Bogotá, Colombia

A inicios del año 2022, Lovato anunció en sus redes sociales el «funeral» de su música pop. Marca su regreso a los géneros de pop punk y rock, luego de haberlos experimentado en sus primeros dos álbumes de estudio, Don't Forget (2008) y Here We Go Again (2009). Durante los primeros meses del año compartió adelantos de lo que sería su nueva música, incluida «Skin of My Teeth».
En mayo, tras varios rumores, afirmó que el sencillo principal del disco se llamaría «Skin of My Teeth». Días más tarde, reveló la portada y la fecha de lanzamiento del mismo, el 10 de junio. Finalmente fue estrenado dicho día para descarga digital y streaming. Marca su regreso a los géneros del pop punk y el rock, después de haber experimentado con ellos en los dos primeros álbumes de estudio de Lovato, Don't Forget (2008) y Here We Go Again (2009). La canción hace referencia a las luchas de Lovato con el abuso de sustancias, con referencias a la «rehabilitación» y a querer ser libre pero fracasar debido a la «enfermedad» que Lovato está soportando.
En las anotaciones de la canción en Genius, Lovato dice sobre la línea inicial que hace referencia a otra visita a rehabilitación: «¡fue un titular que vi varias veces y sentí que no era asunto de nadie!» Lovato continúa diciendo que «no necesito que nadie siga mi propio viaje» y que la gente debería tener «compasión por la lucha que tengo junto con muchas otras personas». Lovato tiene una emotiva letra en la canción que dice «I'm your son and I'm your daughter, I'm your mother, I'm your father» (Soy tu hijo y soy tu hija, soy tu madre y soy tu padre) que pretende «humanizar» la adicción como una lucha a la que se enfrentan muchas personas.

## Vídeo musical
El vídeo musical oficial de «Skin of My Teeth» se estrenó el 10 de junio de 2022. Fue dirigido por Nick Harwood y Nick Vernet, y producido por Shayna Giannelli. El vídeo musical comienza con Lovato cantando desde una bañera mientras una figura ominosa lee los titulares sobre la reciente visita de Lovato a rehabilitación. Finalmente, la pareja se encuentra cara a cara en un dramático enfrentamiento, mientras que Lovato termina la canción con una secuencia de lluvia en la que su guitarra eléctrica lanza chispas.

## Promoción
Lovato interpretó la canción en el programa The Tonight Show Starring Jimmy Fallon horas antes del lanzamiento, vestida completamente de negro, acompañada de una guitarra a juego y rodeada de niebla.

## Recepción de la crítica
NPR describió a «Skin of My Teeth» como una experiencia auditiva divertida y comparó la canción con el sonido pop rock de «Celebrity Skin» de Hole con las afectaciones vocales de «Born This Way» de Lady Gaga. También elogiaron a Lovato por tener un «nivel de camp» en su arte con autenticidad y compromiso con su música, a diferencia de «otros revivalistas del pop-punk». Loudwire elogió el tema por abordar la adicción, y lo describió como «una sensación inmediata de urgencia, que se abre con dos golpes de caja y un rasgueo de acordes», tras lo cual Lovato comienza a cantar con un tono vocal sardónico. Los tonos de la guitarra en la canción tienen «peso» con una «energía rebotante» que recuerda a «artistas como Pat Benatar y Joan Jett».

## Lista de canciones
- Descarga digital y streaming

1. «Skin of My Teeth» – 2:42

## Créditos y personal
Créditos verificados adaptados de Genius.
- Demi Lovato – voz principal, composición
- Oak Felder – composición, programación, voz secundaria, teclado, ingeniería de grabación
- Keith Sorrells – composición, programación, producción, voz secundaria, guitarra eléctrica, bajo, percusión
- Laura Veltz – composición
- Lil Aaron – composición, voz secundaria
- Alex Niceforo – composición, producción, voz secundaria, guitarra eléctrica
- Manny Marroquin – mezcla
- Chris Gehringer – ingeniería de grabación
- Nick Harwood – dirección de vídeo musical
- Shayna Giannelli – producción de vídeo musical
- Nick Vernet – dirección creativa de vídeo musical

## Posicionamiento en listas
| Listas (2022)                                             | Mejor posición |
| --------------------------------------------------------- | -------------- |
| Nueva Zelanda (RMNZ)                                      | 19             |
| Reino Unido (UK Download Chart)                           | 56             |
| Estados Unidos Hot Rock & Alternative Songs (Billboard)   | 13             |
| Estados Unidos (Digital Songs)                            | 47             |
| Estados Unidos Alternative Digital Song Sales (Billboard) | 5              |

## Historial de lanzamientos
| Región | Fecha               | Formato                      | Sello          | Ref.   |
| ------ | ------------------- | ---------------------------- | -------------- | ------ |
| Varios | 10 de junio de 2022 | Descarga digital y streaming | Island Records | [ 24 ] |